# United States Radium Corporation
La United States Radium Corporation fue una empresa, especialmente activa entre los años 1917 a 1926 en Orange, Nueva Jersey, en los Estados Unidos debido a la cual se promulgaron mejoras en las leyes de protección de los trabajadores. Luego de tener un éxito inicial en el desarrollo de una pintura radioactiva que brillaba en la oscuridad, la empresa fue motivo de varias demandas judiciales a finales de la década de 1920 relacionadas con enfermedades y muerte de trabajadores (las chicas del radio) que habían ingerido material radioactivo. Se les había indicado a los trabajadores que la pintura era inocua. Durante la Primera Guerra Mundial y la Segunda Guerra Mundial, la empresa produjo relojes e indicadores luminosos para el Ejército de los Estados Unidos.
U.S. Radium produjo una severa contaminación radioactiva de sus trabajadores, especialmente mujeres que pintaban las caras de los relojes y otros instrumentos con pintura luminosa. La empresa también estuvo relacionada con experimentos secretos del Ejército de Estados Unidos durante la Guerra Fría relacionados con la dispersión de partículas radioactivas de sulfuro de zinc-calcio desde aviones y atomizadores químicos en St. Louis y otras ciudades durante las décadas de 1950 y 1960.